# Landeskirchliches Archiv Kassel

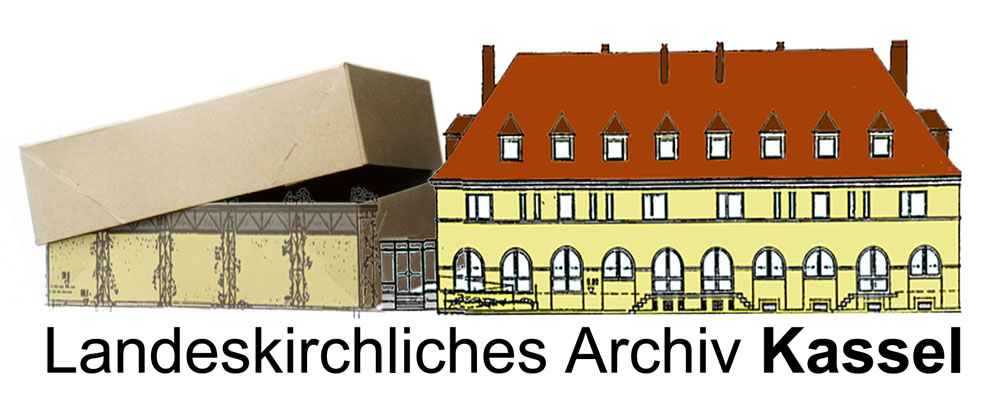
Logo des Landeskirchlichen Archivs Kassel, Magazingebäude in der Darstellung eines offenen Archivkartons

Das Landeskirchliche Archiv Kassel ist das zentrale Archiv der Evangelischen Kirche von Kurhessen-Waldeck. Das Archiv übt die Fachaufsicht über das Archivwesen und die Archivpflege in der Landeskirche aus. Es ist als nicht rechtsfähige Einrichtung dem Dezernat des Vizepräsidenten, Landeskirchenamt Kassel, zugeordnet. Die Leitung liegt in den Händen von Bettina Wischhöfer. Sitz des Archivs ist die Lessingstraße 15 A im Stadtteil Vorderer Westen.

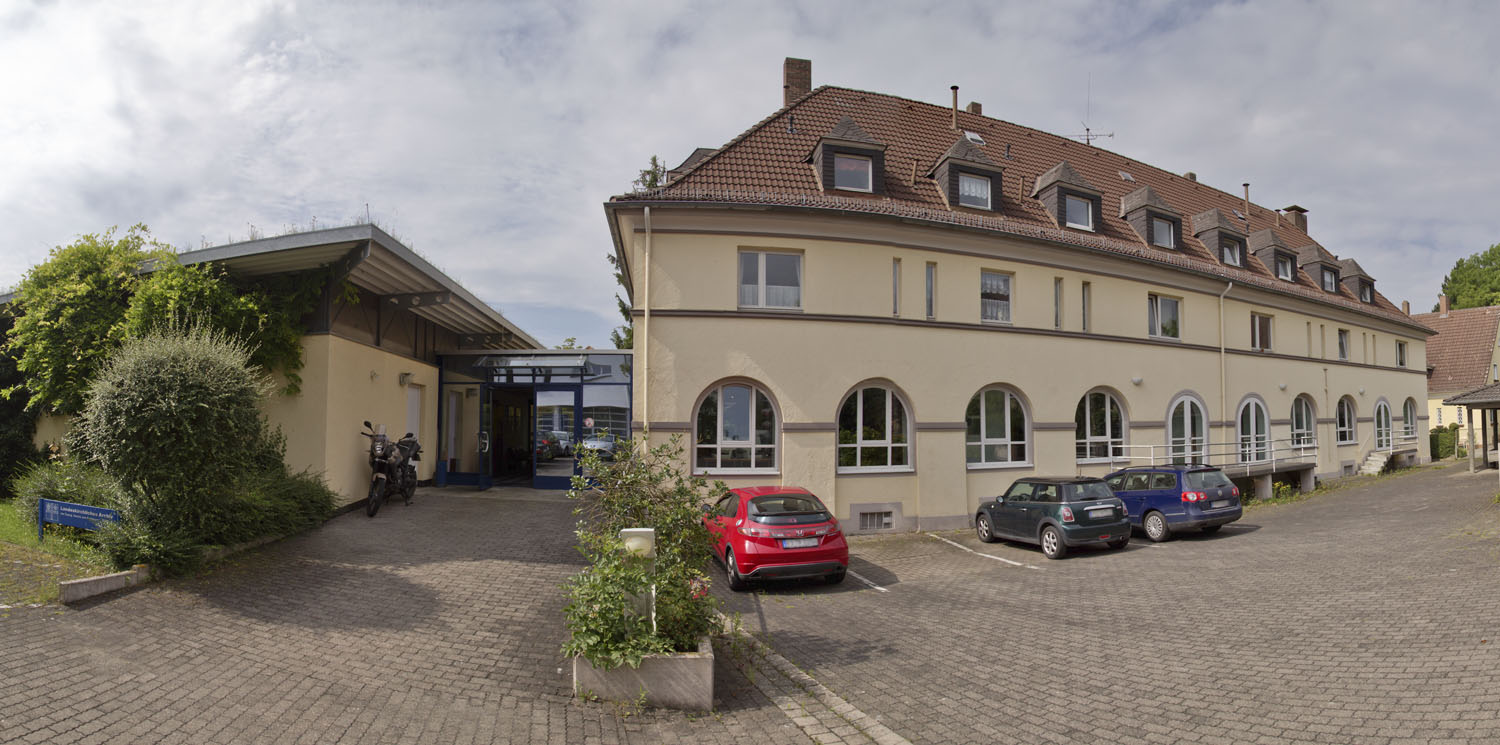
Panoramaansicht Landeskirchliches Archiv Kassel

## Geschichte
Das Landeskirchliche Archiv besteht seit 1994. Nach vierjähriger Planungs- und Bauzeit wurden die Magazine und Verwaltungsräumlichkeiten in der Lessingstraße im Mai 1997 eingeweiht. Der dreigeschossige Magazinbau bietet Raum für 9.000 Regalmeter. 2010 wurde das Landeskirchliche Archiv Kassel in das Verzeichnis national wertvoller Archive aufgenommen (Gesetz zum Schutz deutschen Kulturgutes gegen Abwanderung).
Das Archiv fungierte 2004 bis 2016 als Geschäftsstelle des Verbands kirchlicher Archive  in der Arbeitsgemeinschaft der Archive und Bibliotheken in der evangelischen Kirche (AABevK). Seit Mai 2016 nimmt die Archivleiterin den Vorsitz der AABevK wahr.

## Bestände
Die Einrichtung im Kasseler Stadtteil Vorderer Westen archiviert die Unterlagen der landeskirchlichen Einrichtungen und ihrer Leitungsorgane. Kirchenbücher stehen über das Kirchenbuchportal Archion online zur Verfügung. Weitere zentrale Bestände sind Konsistorialakten, Pfarrarchive, Vor und Nachlässe sowie Sammlungen.